# 橫屏山
橫屏山（印尼語：Pasar Gunung；客家話：Bang-phin-shan）是印度尼西亞西加里曼丹省孟加影縣雙溪拉雅鎮的一個傳統地域名稱，其範圍大致為紅砂港村東部，為一個華人村莊。